# Amade III
Amade III (turco otomano: احمد ثالث Aḥmed-i sālis) (30 de dezembro de 1673—1 de julho de 1736) foi um sultão do Império Otomano, filho do sultão Maomé IV, o Caçador (1648–87). Assumiu o trono em 1703, depois de seu irmão Mustafá II (1695–1703) ter sido deposto pelos janízaros. O grão-vizir Nevşehirli Damat İbrahim Paşa e sua esposa, princesa Hatice (filha de Amade III) controlaram o governo de 1718 a 1730, um período conhecido como era da tulipa. Abdicou em 1730 e morreu seis anos depois aos 62 anos. Foi sucedido pelo sultão Mamude I.